# مورای فیشلاک
مورای فیشلاک (انگلیسی: Murray Fishlock؛ زادهٔ ۲۳ سپتامبر ۱۹۷۳) بازیکن فوتبال اهل بریتانیا است.
از باشگاه‌هایی که در آن بازی کرده‌است می‌توان به باشگاه فوتبال چیپنهام تاون، باشگاه فوتبال پیوزی ویل، باشگاه فوتبال ملکشام تاون، باشگاه فوتبال یئوویل تاون، باشگاه فوتبال ووکینگ، باشگاه فوتبال گلاستر سیتی، و باشگاه فوتبال هرفورد یونایتد اشاره کرد.
وی همچنین در تیم ملی فوتبال England semi-pro بازی کرده‌است.